# Американо-австрийский мирный договор (1921)
Мирный договор между Соединёнными Штатами Америки и Австрией (англ. Treaty of Peace between Austria and the United States of America) был подписан в Вене 24 августа 1921 года по итогам Первой мировой войны. Необходимость подписания сепаратного мира заключалась в том, что американский Сенат отказался ратифицировать многосторонний Сен-Жерменский мирный договор, заключённый между странами Антанты и новообразованной республикой Австрия (как одной из правопреемников Австро-Венгрии, потерпевшей в войне поражение в составе «Четверного союза»).

## История подписания
6 апреля 1917 года Соединённые Штаты Америки присоединились к Союзным силам в борьбе против Германской империи в качестве «ассоциированной силы» в рамках Первой мировой войны.
4 декабря, выступая перед Конгрессом, президент США Вудро Вильсон настаивал на принятии Резолюции, позволяющей его стране объявить войну Австро-Венгрии, которая, по его словам, являлась «вассалом германского правительства». 7 декабря Совместная резолюция 169 была практически единогласно принята Конгрессом; позднее в тот же день подписав её, президент объявил войну империи Габсбургов.
17 октября 1918 года Венгрия расторгла унию с Австрией, положив тем самым начало распаду империи, который юридически был оформлен в Сен-Жерменском и Трианонском договорах. Несмотря на то, что оба этих договора американскими представителями на Парижской мирной конференции были подписаны, Сенат отказался ратифицировать их из-за нежелания США связывать себя участием в Лиге Наций.
В результате правительства Соединённых Штатов и Австрии начали переговоры о заключении сепаратного мирного договора, не связанного с новообразованной международной организацией. 24 августа 1921 года соглашение было подписано в Вене, после чего 8 октября его ратифицировала австрийская сторона, 18 октября — Сенат США, 21 октября — американский президент. 8 ноября 1921 года в Вене состоялся обмен ратификационными грамотами, подтвердивший вступление мирного договора в силу.

## Условия договора
Статья 1 Договора гласит, что австрийское правительство предоставляет правительству США все права и привилегии, которые были предоставлены другим странам-Союзникам, подписавшим Сен-Жерменский договор. В статье 2 Договора уточняется, какие пункты Сен-Жерменского договора будут применены к Соединённым Штатам. Согласно статье 3, предусматривается обмен ратификационными грамотами.

## Последствия
Мирный договор заложил основы американо-австрийских отношений в обход строгого контроля со стороны Лиги Наций. Как результат, США частично содействовали правительству Первой Австрийской Республики в облегчении бремени военных репараций в соответствии с Сен-Жерменским договором.
26 ноября 1924 года в Вашингтоне была дополнительно создана совместная американо-австро-венгерская комиссия для определения величины репараций, которые должны быть выплачены американцам со стороны австрийского и венгерского правительств.